# Altopiano del Columbia
L'altopiano del Columbia (in inglese: Columbia Plateau) è una regione geografica e geologica degli Stati Uniti d'America che ricopre gran parte del territorio degli Stati di Washington, Oregon e l'ovest dell'Idaho. 
La regione è costituita da un vasto altopiano basaltico situato tra la Catena delle Cascate e le Montagne Rocciose attraversato dal fiume Columbia. 